# The Daily Telegraph
The Daily Telegraph (w wersji internetowej: The Telegraph) – brytyjski dziennik poranny o profilu konserwatywnym, założony przez pułkownika Arthura B. Sleigha w 1855 w Londynie. Towarzyszył mu slogan „Największy, najlepszy i najtańszy dziennik w świecie”. Aktualnie właścicielem jest Press Holdings.
Od 1961 wychodzi siostrzany „The Sunday Telegraph”. W 1937 został połączony z założonym w 1772 „The Morning Post”. „The Daily Telegraph” zapoczątkował w prasie brytyjskiej tzw. penny press, czyli „gazetę za grosik”.
W 2004 dziennik był sprzedawany w nakładzie ok. 930 tys. egzemplarzy, co dawało mu pierwsze miejsce w prasie brytyjskiej („The Times” 620 tys., „The Guardian” 400 tys., „The Independent” 230 tys.).